# Antoni Keller
Antoni Felicjan Keller (ur. 7 czerwca 1909 w Warszawie, zm. w 1996? w Kapsztadzie), polski piłkarz, bramkarz. 

## Życiorys
Grał w najlepszych klubach warszawskich. Był zawodnikiem Varsovii, Polonii oraz Warszawianki. Najlepszy okres w karierze spędził w Legii, gdzie był bramkarzem przez cztery ligowe sezony (1933–1936) i w tym czasie awansował do kadry.
Antoni Keller był w okresie międzywojennym rekordzistą - w rozgrywkach ligowych reprezentował barwy aż czterech klubów. W latach 1927–36 rozegrał łącznie 100 spotkań na najwyższym szczeblu ligowym. Debiutował 22 maja 1927 jako bramkarz Polonii Warszawa w domowym meczu z Ruchem Hajduki Wielkie (3:5), żegnał się 20 września 1936 jako "legionista" derbową grą przeciwko Warszawiance (1:2). W trakcie 10 ligowych sezonów 196 razy został pokonany przez zawodników rywali (pierwszym był Józef Sobota z Ruchu, ostatnim Józef Sachs z Warszawianki). 
W reprezentacji Polski debiutował 26 września 1934 w meczu z Jugosławią (1:4), ostatni raz zagrał niespełna rok później - 15 września 1935 przeciwko Łotwie (3:3). W swoim debiucie boisko opuścił już w 2 minucie meczu, jak relacjonował Przegląd Sportowy: Gdyż Keller już w 2 minucie uległ kontuzji i to raczej z własnej winy. Łącznie w biało-czerwonych barwach rozegrał 2 spotkania.